# سیارک ۲۲۹۹۱
سیارک ۲۲۹۹۱ (به انگلیسی: 22991 Jeffreyklus، نامگذاری:1999VX62) بیست و دو هزار و نهصد و نود و یکمین سیارک کشف شده‌است که در ۴ نوامبر ۱۹۹۹ کشف شد.
قدر مطلق سیارک برابر ۹.۸ است.